# Садувець
Садувець (пол. Sadówiec) — село в Польщі, у гміні Залуський Плонського повіту Мазовецького воєводства.
Населення — 75 осіб (2011).
У 1975-1998 роках село належало до Цехановського воєводства.

## Демографія
Демографічна структура станом на 31 березня 2011 року:
|          | Загалом | Допрацездатний вік | Працездатний вік | Постпрацездатний вік |
| -------- | ------- | ------------------ | ---------------- | -------------------- |
| Чоловіки | 32      | 6                  | 24               | 2                    |
| Жінки    | 43      | 10                 | 26               | 7                    |
| Разом    | 75      | 16                 | 50               | 9                    |